# Pastinaca armena
Pastinaca armena är en flockblommig växtart som beskrevs av Fisch. och Carl Anton von Meyer. Pastinaca armena ingår i släktet palsternackor, och familjen flockblommiga växter.

## Underarter
Arten delas in i följande underarter:
- P. a. armena
- P. a. dentata